# Chris Wright (cestista 1989)
Chris Wright (Bowie, 4 novembre 1989) è un cestista statunitense.
Nel maggio 2016 è stato squalificato per tre mesi essendo positivo al Modafinil, farmaco atto a curare la sintomatologia connessa alla sclerosi multipla di cui Wright è affetto.

## Vita privata
Chris Wright può vantare il triste primato di essere il primo giocatore malato di sclerosi multipla ad aver segnato un punto in NBA (con i Dallas Mavericks).

## Palmarès

### Individuale
- McDonald's All-American Game: 1

2007
- Best Point Guard FIBA Europe Cup: 1

2015-2016